# Henry David Inglis
Henry David Inglis, también conocido por el pseudónimo Derwent Conway (Edimburgo, 1795-Londres, 20 de marzo de 1835) fue un escritor, periodista, viajero e hispanófilo escocés.

## Biografía
Hijo único de un abogado escocés, fue educado en Edimburgo para ser comerciante u hombre de negocios, pero no le atrajo la vida sedentaria de un contable. Su abuela materna, por cierto escritora, era hija del famoso coronel James Gardiner, caído con honra en la batalla de Prestonpans (21 de septiembre de 1745) en el bando inglés contra los jacobitas escoceses. Inglis pasó mucho tiempo viajando por el extranjero y, un poco antes de 1830, editó un periódico local en Chesterfield (Derbyshire), aunque pronto reanudó sus viajes fuera de Gran Bretaña, en especial, ocho meses por España en 1830 que lo marcaron mucho; para ser de época romántica, no ofrece una visión idealizada de España; describe la miseria cuando la ve y, muy atinadamente, encuentra una explicación plausible y realista a las causas de la misma. No ofrece una visión pintoresca del carácter de sus habitantes: "Los españoles no son un pueblo risueño", escribió.
En 1832 Inglis fue a las Islas del Canal y editó un periódico en Jersey, The British Critic, durante dos años. Se estableció en Londres y en 1837 contribuyó a la Colburn's New Monthly Magazine. Su última obra fue Rambles in the Footsteps of Don Quixote (Andanzas siguiendo los pasos de Don Quijote), comenzada a publicar parcialmente en el Englishman's Magazine, y luego íntegra y póstuma en 1837 con ilustraciones de George Cruikshank; se trata de una novela en la que demuestra el autor su gran conocimiento no solo de la obra cervantina, sino de la novela picaresca española. El argumento es el siguiente: un británico se encuentra en Toledo en el primer tercio del siglo XIX y decide aventurarse por territorio manchego por los lugares por los que Don Quijote pasó en busca de aventuras. Llega así al pueblo de «Martín Esteban» (seguramente Miguel Esteban), que identifica con la aldea de Don Quijote, y allí se encuentra con un barbero que asegura ser descendiente de Maese Nicolás, el barbero cervantino. Traban amistad y salen a recorrer La Mancha juntos al modo de Don Quijote y Sancho, tratando de seguir los pasos exactos del ingenioso hidalgo.
Falleció a los cuarenta años de congestión cerebral en su residencia de Bayham Terrace, en Regent's Park, el viernes 20 de marzo de 1835, según dice su biógrafo William C. Sidney, a causa del exceso de trabajo. Al parecer, varias de sus obras fueron publicadas póstumas.

## Obras
Inglis publicó su primer trabajo con el nombre de Derwent Conway: Tales of the Ardennes (Cuentos de las Ardenas, 1825), que fue bien recibido. Siguieron en rápida sucesión Narración de un viaje a través de Noruega, parte de Suecia y las islas y estados de Dinamarca (1826), Paseos solitarios por muchas tierras (1828: narra viajes por Hungría, Italia, Francia y Noruega) y Un recorrido por Suiza y el sur de Francia y los Pirineos (1830 y 1831). De sus viajes por España y el Tirol en 1830 y años posteriores surgieron libros de viajes como España en 1830 (1831), uno de sus grandes éxitos, y El Tirol, con un vistazo de Baviera (1833).
Se interesó tempranamente por la frenología y publicó una conferencia sobre esta materia en 1826 que se editó junto al Ensayo sobre craneología de Richard Winter Hamilton. En 1832 Inglis escribió una novela en tres volúmenes: The New Gil Blas, o Pedro de Pennaflor, 1832, ambientada en la España de entonces, pero que no obtuvo el deseado éxito pese a ser para algunos la mejor de sus obras. Publicó además en 1834 una descripción en dos volúmenes de las Islas del Canal (Jersey, Guernsey, Alderney, etc.) y el mismo año, tras un viaje por Irlanda, Irlanda en 1834, obra que fue citada muchas veces como autoridad en la Cámara de los comunes en 1835; de hecho, alcanzó una quinta edición en 1838.
Como viajero sus informaciones son siempre exactas en lo objetivo, y acumula gran número de datos. No está ausente en sus textos la poesía, como puede observarse en este pasaje en que declara su admiración por Granada:

Desde las ventanas de mi habitación en la Fonda del Comercio, nunca he visto ninguna cosa más hermosa que la puesta de sol sobre la ciudad de Granada, ni cualquier cosa más bella que la luz de la luna proyectada sobre sus jardines, arboledas, conventos, torres, sobre las cercanas colinas y sobre las laderas revestidas de nieve de su sierra
H. D. Inglis, Spain in 1830, 1831, t. II

Como hispanófilo, cuenta C. Torres Fontes que en su obra se percibe una «alternancia de todos los colores, oscila desde el rosado hasta el negro, pues su fobia religiosa contra el catolicismo expresada por la vía del sarcasmo, no sólo falta a la fe de otros, cuyo territorio recorre, sino que sus ironías deslizantes se pierden por el camino de la zafiedad. Alternancia también en su valoración de paisajes, posadas y costumbres, en las que parece que camina con mayor firmeza y objetividad». En efecto, como buen baptista, se muestra crítico con el costumbrismo folclórico-religioso del pueblo español y recoge todos los rumores que oye contra curas, frailes y monjas sin que ello dañe su buen criterio de observador realista.

## Ediciones

### Libros de viajes
- Narrative of a Journey through Norway, Part of Sweden and the Islands of Denmark (1826).
- Solitary walks through many lands, by Derwent Conway London: Hurst, Chance and Co., 1828.
- Switzerland: the south of France, and the Pyrenees in 1830, by Dervent Conway, Edimburgh / London, 1831, 2 vols.
- Spain in 1830 (London: Whittaker, Treacher and Co., 1831, 2 vols.)
- The Channel Islands of Jersey, Guernsey, Alderney, Serk, Herm and Jethou... The result of two years' residence, 1834.
- The Tyrol: With a Glance at Bavaria, 1833, 2 vols.
- Ireland in 1834: A journey throughout Ireland, during the Spring, Summer and Autumn of 1834 London: whittaker and Co., 1835, 2 vols.

### Narrativa
- Tales of the Ardennes (1825), cuentos.
- The New Gil Blas, o Pedro de Pennaflor (1832), novela en 3 vols., reimpresa en Filadelfia (1833).
- Rambles in the Footsteps of Don Quixote, 1837, novela póstuma. Hay traducción moderna al español: Editorial Academia del Hispanismo, 2013.
- The Miser, Or The Confessions of an Avaricious Man, J. N. Bradley & Company, 1840, novela póstuma.

### Otros
- The history, and proceedings, of the Derbyshire loyal true blue club, from its origin in 1812, to its Seventeenth anniversary in may 1829, by the editor of the Derbyshire Courier, London, 1829.
- The present political crisis, and its causes, London: Whittaker, Treacher, and Co., 1831.
- Scenes from the Life of Edward Lascelles, Gentleman..., 1837.